# Mongolski pohod na Europu
Tatarski pohod na Europu ili Mongolski upadi u Europu bili su niz ratova i sukoba između Mongola i zemalja istočne i srednje Europe i od 1235. do 1290. Ratovi su počeli Subedejevim pustošenjem istočnih slavenskih kneževina poput Kijevske Rusi i Vladimirsko-suzdaljske kneževine. Mongoli su tada napali Kraljevinu Ugarsku i Poljsku. Prvi napad je zapovijedao Džingis-kanov unuk Batu-kan, drugi unuk Džingis-kanov unuk Kadan, a vođa oba napada bio je Subedej.
Europa je pored Kine i Bliskog istoka treća pozornica mongolskih vojnih podhvata.

## Invazija na Hrvatsku
Najveća invazija na Ugarsku - s kojom je Hrvatska u to vrijeme bila vezana zajedničkim kraljem, tj. personalnom unijom - dogodila se 1241. – 1242. godine. Područje Hrvatske bilo je nešto manje pogođeno invazijom - Mongoli nisu osvojili veće utvrđene gradove - ali je Mongolska vojska znatnim snagama upala na područje Hrvatske, prošavši od Save do Jadranskog mora, da bi potom izgleda preko Bosne izbila u Srbiju; vrlo vjerojatno izabravši drugi put za povratak na istok radi nalaženja daljnjih prilika za pljačku i novih izvora hrane za brojne vojnike, robove, konje i drugu stoku koja je putovala s vojskom.
Upad izrazito brojne i agresivne vojne snage iz vrlo daleke zemlje ostavio je duboke tragove u narodnoj predaji, pa i u pisanoj kulturi, sve do najnovijih dana. Primjerice se u historiografiji učestalo ponavlja teza da je mnogo utvrda u Hrvatskoj i Ugarskoj sagrađeno baš povodom tog napada, za kakav zaključak - makar izgleda logičnim - i nema vrlo jakih argumenata.

## Vanjske poveznice
- Historiografija, pdf.  Arhivirana inačica izvorne stranice od 26. studenoga 2013. (Wayback Machine)